# Wolfgang von Kempelen
Johann Wolfgang von Kempelen, maďarsky Kempelen Farkas, slovensky Ján Vlk Kempelen (23. leden 1734, Preßburg, dnešní Bratislava – 26. března 1804, Vídeň) byl rakouský a maďarský úředník, umělec, konstruktér a vynálezce. Za svého života věnoval hodně úsilí sestrojení přístroje napodobujícího lidský hlas, ovšem největší proslulost si získal jeho stroj zvaný Turek. Kempelen ho vydával za šachový automat, ve skutečnosti se však uvnitř skrývala lidská obsluha.

## Život
Wolfgang von Kempelen se narodil roku 1734 v Prešpurku, dnešní Bratislavě. Jeho otec Engelbert von Kempelen byl vysoký celní úředník, kterého císař Karel VI. povýšil do šlechtického stavu. Jeho matka byla Anna von Kempelen. Samotný Wolfgang von Kempelen bývá spojován s tituly barona či rytíře (Ritter), ovšem dochované prameny žádný z nich s jistotou nepotvrzují.
Wolfgang von Kempelen vystudoval ve Vídni filosofii a právo. V září 1757 si vzal Franzisku Pianniovou, která ovšem čtyři měsíce po svatbě zemřela. Znovu se oženil roku 1762 a jeho manželkou se stala Anna von Gobelius.
Několik let zastával místo tajemníka uherské dvorní komory ve Vídni. Marie Terezie ho jmenovala ředitelem všech uherských solných dolů a dohlížel také na kolonizaci oblastí Banátu, kde vedl boj proti zbojníkům. Za jeho úspěchy mu byla přiznána doživotní renta, ovšem nějakou dobu po smrti Marie Terezie o ni přišel.
Kempelen byl velmi vzdělaný člověk. Jeho rodným jazykem byla němčina, celkem se však domluvil osmi jazyky, mezi nimi i maďarsky, slovensky a latinsky. Pokoušel se zasahovat do umění, větších úspěchů však dosáhla jeho technická díla. Zemřel ve Vídni roku 1804.

## Umění
Wolfgang von Kempelen byl také malířem a rytcem a byl přijat za člena Císařsko-královské akademie krásných umění. Známé byly především jeho krajinářské rytiny, dochovala se i jeho vlastní podobizna kreslená uhlem. Pokoušel se i o díla dramatická, úspěch však mělo jen melodrama Perseus a Andromeda, které roku 1781 představilo Národní divadlo ve Vídni.

## Technické dílo
Wolfgang von Kempelen měl technické nadání. Mezi jeho významné stavby patřila fontána v Schönbrunnu, tlakový vodovod zásobující Bratislavský hrad či tzv. kyvadlový most přes Dunaj, vedl také rekonstrukční práce budínského hradu a městského divadla. Velká sovětská encyklopedie Kempelena uvádí jako autora projektu průplavu Dunaj – Jaderské moře. V době, kdy byl zaměstnán jako ředitel uherských solných dolů, zmodernizoval tamní důlní zařízení. Za svého působení v Banátu pak zavedl pěstování lnu a postavil manufakturu na sukno.

### Vynálezy
Wolfgang von Kempelen vynalezl celou řadu různých strojů a přístrojů, mezi něž patřily různé systémy čerpání vody či ruční tiskařský stroj pro nevidomé, využívaný při psaní dopisů slepou skladatelkou Marií Theresií von Paradis.

#### „Mluvící stroj“

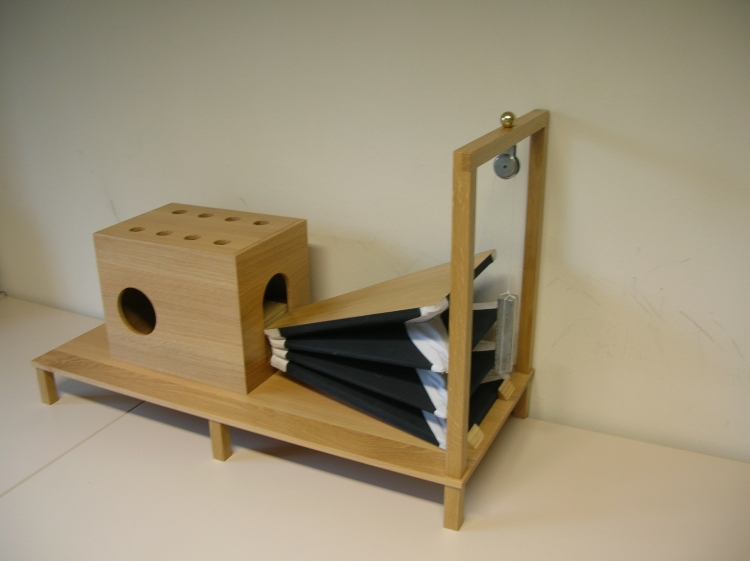
Rekonstrukce Kempelenova „mluvícího stroje“ na Saarlandské univerzitě v Saarbrückenu

Velké úsilí Kempelen věnoval zejména sestrojení stroje napodobujícího lidskou řeč. Roku 1791 byla vydána jeho kniha Mechanismus der menschlichen Sprache nebst Beschreibung einer sprechenden Maschine (roku 1990 přeložená do slovenštiny pod názvem Mechanizmus ľudskej reči), v níž analyzoval tvorbu zvuků a která je považovaná za významné dílo v dějinách fonetiky. Konstrukce jeho stroje pak imitovala anatomii lidského dýchacího ústrojí: měchy napodobovaly plíce, místo hlasivek použil regulovatelnou trubici, další trubice nahrazovala nosní dutinu se dvěma nosními dírkami a stroj měl také svá „ústa“, vyrobená z gumy. Velkou překážkou bylo, že Kempelen nenalezl vhodný materiál, kterým by napodobil jazyk, měkké patro a rty.
Ačkoliv někteří odborníci zpochybňují, že by stroj mohl vydávat více než jen neartikulované zvuky, podle mnohých se jednalo o první skutečný hlasový syntetizátor. Všechny zvuky byly tvořeny vibracemi slonovinového jazýčku, kterým procházel vytlačovaný vzduch. Stroj údajně dokázal vyslovovat různé slabiky, jejichž spojením bylo možné sestavit věty v různých jazycích. Podle Kempelena byly vhodnými jazyky zejména francouzština, italština a latina, naopak němčinu stroj napodoboval hůře, protože obsahuje množství uzavřených slabik a skupin souhlásek. Artikulace různých zvuků byla regulována změnou tlaku vzduchu v „ústní dutině“ nebo odkrýváním či přikrýváním různých otvorů. Například „nosní dírky“ musely být u většiny zvuků zakryté a odkrývaly se jen při tvorbě nosových souhlásek, při artikulaci souhlásky [l] se stroji vkládal do „úst“ palec. Hláska [r] se tvořila interferencí vibrace jazýčku s kovovým drátem. Některé souhlásky jako [d], [t], [g] nebo [k] se však napodobit příliš nedařilo.
Vývoj stroje prošel několika verzemi, z nichž poslední se zachovala a od roku 1906 je uložena v Deutsches Museum v Mnichově. S Kempelenovými pokusy se seznámil také Alexander Graham Bell, pozdější vynálezce telefonu, který se pokusil jeho poznatky aplikovat pro potřeby hluchoněmých.

#### Turek

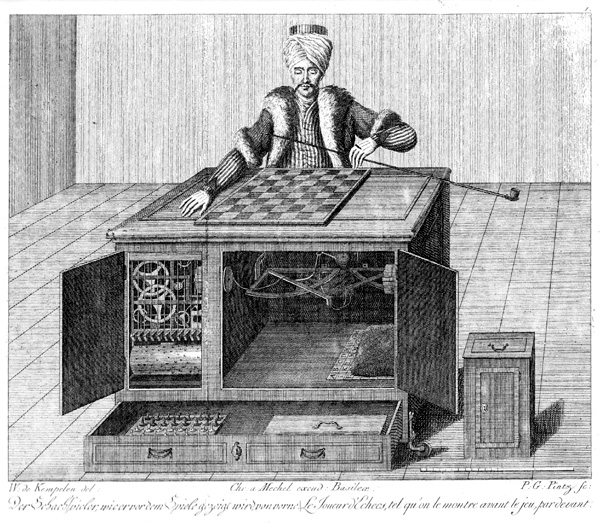
Turek s otevřenou skříní vystavující funkční části. Pravítko v pravém dolním rohu usnadňuje určení rozměrů stroje. Kempelen byl zručný rytec a je možné, že obrázek nakreslil osobně

Roku 1770 Wolfgang von Kempelen sestrojil mechanický stroj, později přezdívaný jako Turek. Stroj vydával za šachový automat, ovšem ve skutečnosti ho ovládal šachista ukrytý v jeho útrobách. K jeho sestrojení ho inspirovalo iluzionistické představení na zámku Schönbrunn, a zde také Turek v přítomnosti Marie Terezie sehrál svou první veřejnou partii.
I když Turek nepracoval na automatickém principu, jak Kempelen tvrdil, stále se jednalo o velmi důmyslné zařízení, využívající složitého systému pák, pružin a magnetů ukrytých ve skříni, která byla asi 110 cm dlouhá, 60 cm široká a 75 cm vysoká, doplněná figurínou Turka. Kempelen s Turkem procestoval velkou část Evropy a stroj sehrál celou řadu partií. Mimo jiné porazil Napoleona Bonaparte či Benjamina Franklina. Dalším oblíbeným trikem byla jezdcova procházka – šachový problém ukládající hráči objet jezdcem celou šachovnici tak, aby každé pole navštívil právě jednou – kterou stroj předváděl z libovolného počátečního pole šachovnice.
Po Kempelenově smrti Turka odkoupil německý hudebník a vynálezce Johann Nepomuk Mälzel.

## Trivia
Kempelenovo jméno se objevuje v povídce Edgara Allana Poea Von Kempelen a jeho objev, která obsahuje řadu narážek na stroj Turek a jeho majitele.
Na počest Wolfganga von Kempelen byla pojmenována planetka hlavního pásu (26661) Kempelen, objevená 27. listopadu 2000 na hvězdárně Astronomického ústavu Akademie věd ČR v Ondřejově slovenským astronomem Peterem Kušnirákem.
Jeho jméno nesla také první mluvící kalkulačka pro nevidomé, zkonstruovaná na začátku 90. let 20. století (Vrána z Výzkumného ústavu radiotechniky ČAV).